# Pebibyte
Een pebibyte (afgekort PiB) is een eenheid van informatie voor computeropslag. Een pebibyte staat gelijk aan:
250 of 10245 = 1.125.899.906.842.624 bytes.
Het SI-prefix dat gerelateerd is met een pebibyte is peta- wat wortel is van de petabyte.
Andere eenheden of benamingen: bit · nibble/tetrade · byte/octet · phit · qubit · qutrit · trit